# پاملا مک‌گی
پاملا مک‌گی (انگلیسی: Pamela McGee؛ زادهٔ ۱ دسامبر ۱۹۶۲) بازیکن بسکتبال اهل ایالات متحده آمریکا بود.
وی در مسابقات کشوری و بین‌المللی در مجموع برندهٔ ۳ مدال طلا، ۱ مدال نقره شده‌است.